# Ràdio Nou
Ràdio Nou est une station de radio publique espagnole appartenant au groupe Ràdio Televisió Valenciana, entreprise de radio-télévision dépendant de la Generalitat valencienne. Ràdio Nou est une entreprise de droit public enregistrée sous le nom Ràdio Autonomia Valenciana S.A.. Elle appartient à la fédération des organismes de radio et de télévision des autonomies, une association professionnelle regroupant les principales chaînes de radio et de télévision régionales publiques du pays.

## Présentation
En 2002, une enquête Infortécnica indiquait que plus de la moitié de la population valencienne (51,3 %) connaissait Ràdio Nou. Parmi les auditeurs réguliers, 40,6 % écoutaient les informations, 14,2 % les magazines et 45,3 % les émissions sportives.
Fondée en 1989, Ràdio Nou est une station de format « généraliste » émettant en valencien, une variété dialectale du catalan ayant statut de « Langue officielle » (proclamation du statut d'autonomie de 1982 et Loi d'usage et d'enseignement du valencien de 1983). Elle a une mission de service public, et se doit d'informer, de divertir, et de mettre en avant les différents aspects de la culture régionale. Sa grille des programmes accorde une place importante à l'information (journaux du matin, du midi et du soir, et couverture en direct des principaux événements de la Communauté), aux sports et aux magazines. Ràdio Nou propose plusieurs décrochages régionaux centrés sur les villes de Valence, de Alicante et de Castellón de la Plana.
Depuis 2009, les émissions débutent chaque matin à 7 heures avec « Bon matí Informatiu » (informations, météo, état du trafic routier, services pratiques, débats), suivi à 9 heures 30 par « Bon Matí Magazine ». De midi à 13 heures, Ràdio Nou propose une heure de décrochage régional, en direct d'Alicante (présenté par César Beltrán) ou de Castellón de la Plana (présenté par Loles García). Les après-midis sont consacrés aux magazines, tels « El forcat », programme sur l'agriculture et l'alimentation présenté par Sílvia Sòria ou « Coses que passen », programme sur les événements du jour. En soirée, la station met l'accent sur le sport, avec notamment « Grada nou vesprada » et « Taula esportiva »; mais aussi sur des émissions de service : « Zero Set », une tribune consacrée aux ONG valenciennes ou encore « Cinema Nou », programme consacré au septième art. De minuit à 3 heures, l'antenne est ouverte à la musique dans toute sa diversité avec le programme « Gran Selecció ». La seconde partie de nuit est consacrée aux rediffusions des principales émissions de la journée.
Ràdio Nou dispose d'un réseau d'émetteurs en modulation de fréquence (FM) lui permettant de couvrir l'ensemble de la Communauté Valencienne. Elle peut également être écoutée dans le monde entier par internet.
Le 29 novembre 2013, Ràdio Nou cesse d'émettre.

### Sources
- (ca) Cet article est partiellement ou en totalité issu de l’article de Wikipédia en catalan intitulé « Ràdio Nou » (voir la liste des auteurs).